# Оттокар Паульссен
Оттокар Арнольд Паульссен (нім. Ottokar Arnold Paulssen; 11 жовтня 1915, Шарлоттенбург — 16 грудня 1941, Середземне море) — німецький підводник, корветтен-капітан крігсмаріне.

## Біографія
В 1934 році поступив на службу в крігсмаріне. З квітня 1939 по січень 1940 року — 1-й вахтовий офіцер на підводному човні U-26, брав участь у двох походах, під час яких були потоплені 4 кораблі. В січні-червні 1940 року — 1-й вахтовий офіцер на U-18, брав участь у двох походах, під час першого походу був потоплений корабель. З 8 червня 1940 по 5 січня 1941 року — командир навчального човна U-20. З 13 лютого 1941 року — командир U-557, на якій здійснив 5 походів (всього 120 днів у морі). Під час п'ятого походу 16 грудня 1941 року човен затонув 16 грудня 1941 року у Середземному морі на захід від Криту (35°31′ пн. ш. 23°19′ сх. д.) після помилкового тарану італійським торпедним катером Orione. Всі 43 члени екіпажу загинули.

## Досягнення
Всього за час бойових дій Паульссен потопив 6 ворожих суден та кораблів загальною водотоннажністю 36 949 брт.
| Дата           | Назва корабля | Тип корабля       | Тоннаж | Вантаж                                                                   | Екіпаж | Загиблі | Країна          | Конвой |
| -------------- | ------------- | ----------------- | ------ | ------------------------------------------------------------------------ | ------ | ------- | --------------- | ------ |
| 29 травня 1941 | Empire Storm  | Торговий пароплав | 7,290  | 6 494 тонни зерна та 2 983 тонни борошна                                 | 43     | 3       | Велика Британія | HX 128 |
| 27 серпня1941  | Segundo       | Торговий теплохід | 4,414  | Баласт                                                                   | 34     | 7       | Норвегія        | OS 4   |
| 27 серпня1941  | Saugor        | Торговий пароплав | 6,303  | Генеральні вантажі та 28 літаків                                         | 82     | 59      | Велика Британія | OS 4   |
| 27 серпня1941  | Tremoda       | Торговий пароплав | 4,736  | Генеральні вантажі та військове спорядження                              | 53     | 32      | Велика Британія | OS 4   |
| 27 серпня1941  | Embassage     | Торговий пароплав | 4,954  | 8 540 тонн генеральних вантажів, включаючи вантажні автомобілі та літаки | 42     | 39      | Велика Британія | OS 4   |
| 2 грудня 1941  | Fjord         | Торговий пароплав | 4,032  | 5 900 тонн залізної руди                                                 | 34     | 14      | Норвегія        |        |
| 15 грудня 1941 | «Галатея»     | Легкий крейсер    | 5 220  |                                                                          | 614    | 470     | Велика Британія |        |

## Звання
- Кандидат в офіцери (8 квітня 1934)
- Фенріх-цур-зее (1 липня 1935)
- Оберфенріх-цур-зее (1 січня 1937)
- Лейтенант-цур-зее (1 квітня 1937)
- Оберлейтенант-цур-зее (1 квітня 1939)
- Капітан-лейтенант (1 жовтня 1941)
- Корветтен-капітан (1 грудня 1941)

## Нагороди
- Медаль «За вислугу років у Вермахті» 4-го класу (4 роки)
- Залізний хрест 2-го і 1-го класу
- Нагрудний знак підводника
- Почесна застібка на орденську стрічку для Крігсмаріне (9 жовтня 1944; посмертно)